# Bazyli Bohdanowicz
Pour les articles homonymes, voir Bohdanowicz.
Bazyli Bohdanowicz (né en 1740 – mort le 23 février 1817 à Vienne) est un violoniste et compositeur polonais.